# 小路 (フェルメールの絵画)
『小路』（こじ、蘭: Het straatje、英: The Little Street）は、17世紀オランダ絵画黄金時代の巨匠ヨハネス・フェルメールが1657-1658年ごろ、キャンバス上に油彩で制作した絵画である。1921年にH. W. デテルディング (H. W. Deterding) から寄贈されて以来、アムステルダム国立美術館に所蔵されている。画面下部左側の窓の下に「I V MEER」という画家の署名が記されている。

## 作品

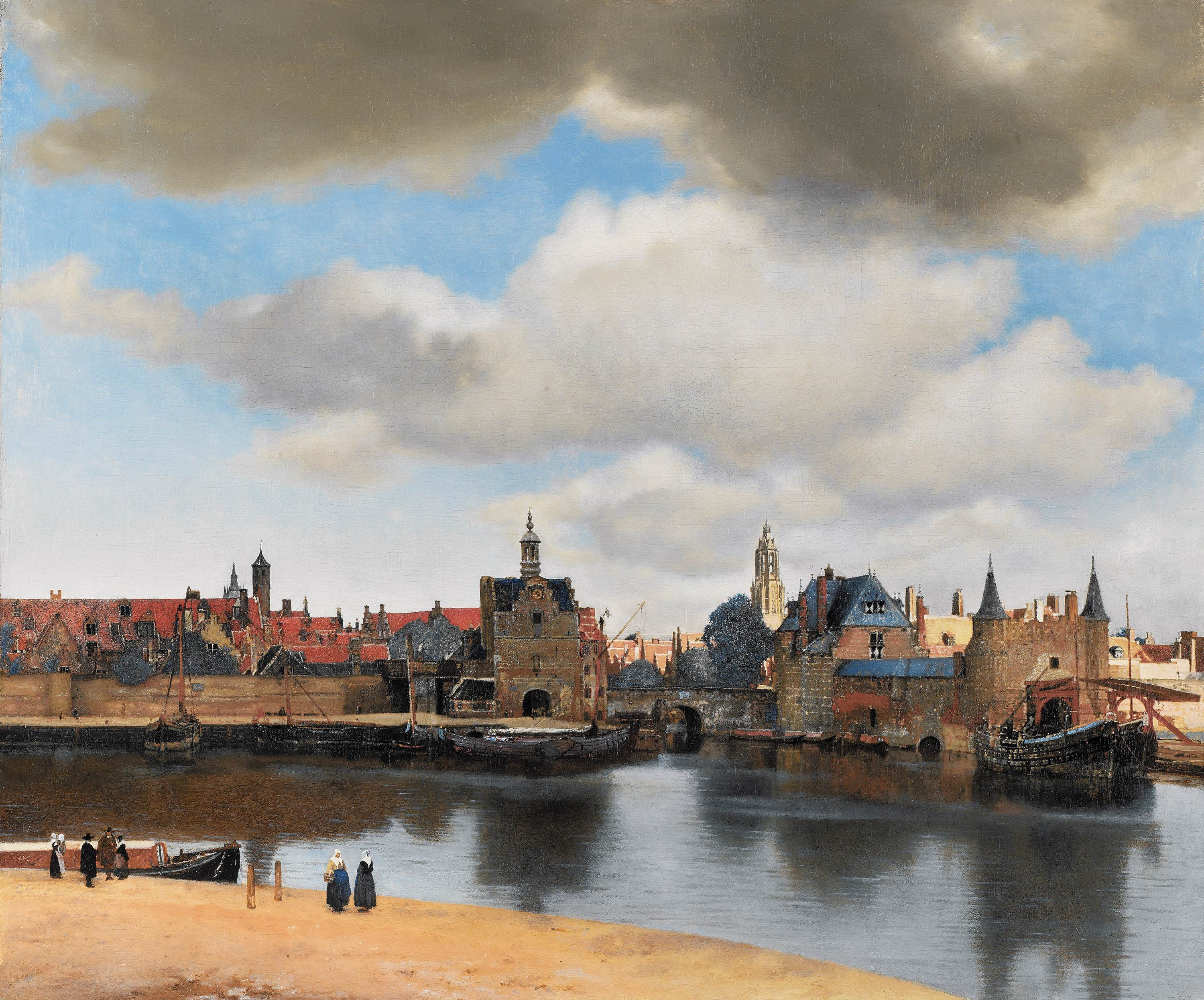
フェルメール『デルフト眺望』(1660-1661年ごろ)、マウリッツハイス美術館、デン・ハーグ

17世紀の半ばから、オランダでは都市景観図が盛んに描かれるようになった。この絵画は比較的小さく、縦54.3センチ、横44センチである。静かな通りを表しており、オランダ黄金時代の町の典型的な生活が描かれている。『デルフト眺望』 (マウリッツハイス美術館、デン・ハーグ) 、現存しない『デルフトに建つ家』とともに、フェルメールが描いたわずか3点のデルフトの景観を表した絵画のうちの1点である本作は、フェルメールの重要な作品と見なされている。
直角が家と空の形作る三角形と交互に現れ、構図を生き生きとしたものにしている。壁、石、レンガはほかの部分より厚い絵具で塗られ、それらはほとんど触覚的ですらある。点描や厚塗りの表現などの共通点から『デルフト眺望』とほぼ同じ時期の作品であると思われる。X線画像では、フェルメールが最初、大きな家の左側にある開けた通路の右側に少女を描いたものの、構図の静けさや均衡を乱さないために除去したことが示されている。なお、本作にもとづいて多くの油彩、水彩による複製が制作された。

## 絵具
フェルメールは、比較的限られた顔料を巧みに塗ることにでリアルな表面の描写を達成している。壁の赤茶色のレンガには赤っぽい黄土色とアリザリンが、空の青色には鉛白とウルトラマリンが用いられている。緑色の鎧戸と木の葉には、藍銅鉱と鉛錫黄 (Lead-tin yellow) を混ぜたものが塗られている。

## 場所

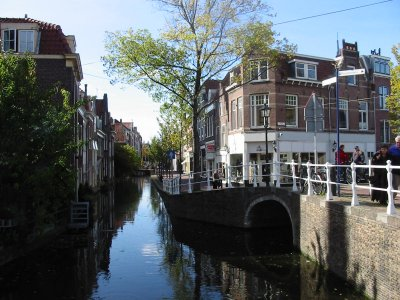
フェルメールが育ったデルフトのフォルデルスフラハト (Voldersgracht) 地区。

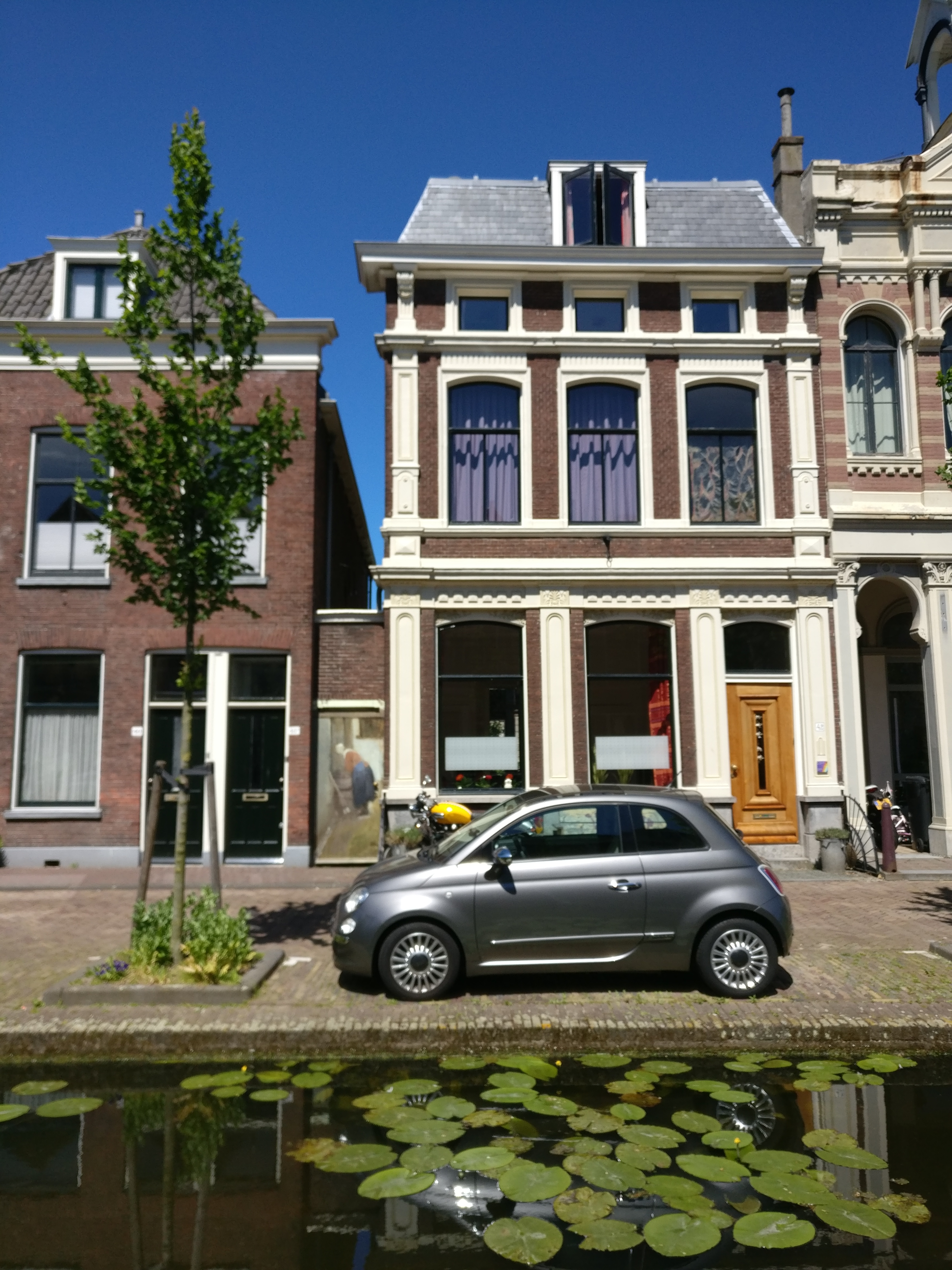
今日のデルフトのフラミンク通り (Vlamingstraat)

本作は、フェルメールが暮らし、絵画を制作していた17世紀のデルフトの情景を描いていると一般に認められている。しかし、彼が描いた正確な場所は長い間、研究と議論の的となってきた。研究によれば、その場所は、フェルメール・センターがあるフォルデルスフラハト (Voldersgracht) 地区、あるいは現在の22番地から26番地の間のニューエ・ランヘンデイク (Nieue Langendijk) 地区であると提唱されていた。
2015年に、町の岸壁税納登録 (17世紀当時のデルフトの運河沿いにあったすべての家と通りを詳しく測定したもの) にもとづく古文書研究により、本作に描かれている場所は細い運河のあるフラミンク通り (Vlamingstraat) の現在の40番地から42番地に当たるところであると結論づけられた。
研究によって、画面右側の家はフェルメールの叔母アドリアーンチェン・クラース・ファン・デル・ミネ (Ariaentgen Claes van der Minne) が所有し、1645年から1670年まで住んでいたものであることもわかった。彼女はトライプ (牛の胃袋) を売る商売をしており、家の横の通路は「ペンスポールト (Penspoort、トライプ門)」という名で知られていた。フェルメールの母と姉 (または妹) もまた同じ運河沿いの斜め向かいに住んでいた。さらなる研究で、フェルメールの絵画に見られる家の背後の建物や木は、この地区を表した当時の正確な地図と一致することがわかった。また、左手の通路から運河に続く「トライプ」排水溝の位置は今日でも確認できる。